# Ricky Martin (álbum de 1999)
Ricky Martin es el título del quinto álbum de estudio homónimo y su álbum debut realizado en inglés grabado por el artista puertorriqueño Ricky Martin. Fue lanzado al mercado bajo el sello discográfico Columbia Records el 11 de mayo de 1999. El álbum ha vendido 13 millones de copias en el mundo. El álbum debutó en el primer lugar de la lista Billboard 200 con 660 000 copias vendidas la primera semana. El álbum contiene el éxito Livin' la vida loca y el dueto con Madonna "Be Careful (Cuidado con mi corazón)". Este álbum se convirtió en uno de los álbumes con más ventas de 1999, y fue certificado 7 veces como disco de platino. Es considerado por muchos como el álbum crossover más exitoso en la historia de un artista hispano.

## Versión norteamericana
| Versión norteamericana |                                                     |                                                                                     |                                                                       |          |  |
| N.º                    | Título                                              | Escritor(es)                                                                        | Productor (es)                                                        | Duración |  |
| 1.                     | «Livin' la vida loca»                               | Desmond Child · Robi Draco Rosa                                                     | Desmond Child                                                         | 4:03     |  |
| 2.                     | «Spanish Eyes»                                      | Desmond Child · Robi Draco Rosa                                                     | Desmond Child · Robi Draco Rosa                                       | 4:05     |  |
| 3.                     | «She's All I Ever Had»                              | Jon Secada · Robi Draco Rosa · George Noriega                                       | Jon Secada · George Noriega                                           | 4:54     |  |
| 4.                     | «Shake Your Bon-Bon»                                | Desmond Child · Robi Draco Rosa · George Noriega                                    | Robi Draco Rosa · George Noriega                                      | 3:11     |  |
| 5.                     | «Be Careful (Cuidado con mi corazón)» (con Madonna) | Madonna · William Orbit                                                             | Madonna · William Orbit                                               | 4:02     |  |
| 6.                     | «I Am Made of You»                                  | Desmond Child · Robi Draco Rosa                                                     | Desmond Child · Robi Draco Rosa                                       | 4:39     |  |
| 7.                     | «Love You for a Day»                                | Desmond Child · Robi Draco Rosa · Randall M. Barlow                                 | Randall M. Barlow                                                     | 3:45     |  |
| 8.                     | «Private Emotion» (con Meja)                        | Rob Hyman · Eric Bazilian                                                           | Desmond Child · Robi Draco Rosa                                       | 4:01     |  |
| 9.                     | «The Cup of Life» (Spanglish Radio Edit)            | Desmond Child · Robi Draco Rosa Adapt: al español: Luis Gómez-Escolar               | Desmond Child · Robi Draco Rosa                                       | 4:37     |  |
| 10.                    | «You Stay With Me»                                  | Diane Warren                                                                        | Desmond Child · Robi Draco Rosa                                       | 4:12     |  |
| 11.                    | «Livin' la vida loca» (Spanish Version)             | Desmond Child · Robi Draco Rosa Adapt: al español: Luis Gómez-Escolar               | Desmond Child                                                         | 4:03     |  |
| 12.                    | «I Count the Minutes»                               | Diane Warren                                                                        | Walter Afanasieff                                                     | 4:17     |  |
| 13.                    | «Bella» (She's All I Ever Had)                      | Jon Secada · Robi Draco Rosa · George Noriega Adapt: al español: Luis Gómez-Escolar | Emilio Estefan, Jr. · Jon Secada · George Noriega · Walter Afanasieff | 4:54     |  |
| 14.                    | «María» (Spanglish Radio Edit)                      | K. C. Porter · Ian Blake · Luis Gómez Escolar                                       | K. C. Porter · Robi Draco Rosa · Pablo Flores · Javier Garza          | 4:31     |  |

© MCMXCIX. Sony Music Entertainment (Holland). B.V.

| Edición Japón/Europa/México |                                                                |                                    |               |          |  |
| N.º                         | Título                                                         | Escritor(es)                       | Productor(es) | Duración |  |
| 1.                          | «Livin' la vida loca»                                          |                                    |               | 4:03     |  |
| 2.                          | «Spanish Eyes»                                                 |                                    |               | 3:58     |  |
| 3.                          | «She's All I Ever Had»                                         |                                    |               | 4:55     |  |
| 4.                          | «Shake Your Bon-Bon»                                           |                                    |               | 3:12     |  |
| 5.                          | «Be Careful (Cuidado con mi corazón)» (Ricky Martin & Madonna) |                                    |               | 4:02     |  |
| 6.                          | «Love You for a Day»                                           |                                    |               | 3:43     |  |
| 7.                          | «Private Emotion» (Ricky Martin & Meja)                        |                                    |               | 4:01     |  |
| 8.                          | «I'm on My Way»                                                | Child, Rosa, Juan Vicente Zambrano | Zambrano      | 4:36     |  |
| 9.                          | «I Am Made of You»                                             |                                    |               | 4:32     |  |
| 10.                         | «La diosa del carnaval» (Spanish Eyes)                         | Escolar, Child, Rosa               | Child, Rosa   | 3:58     |  |
| 11.                         | «You Stay With Me»                                             |                                    |               | 4:14     |  |
| 12.                         | «Livin' la vida loca» (Spanish Version)                        |                                    |               | 4:03     |  |
| 13.                         | «Bella» (She's All I Ever Had)                                 |                                    |               | 4:55     |  |
| 14.                         | «I Count the Minutes»                                          |                                    |               | 4:17     |  |

| España hidden (Pista adicional) |                                 |                                          |               |          |  |
| N.º                             | Título                          | Escritor(es)                             | Productor(es) | Duración |  |
| 15.                             | «Por arriba, por abajo» (Remix) | Escolar, Rosa, Cesar Lemos, Karla Aponte | Porter, Rosa  | 4:17     |  |

## Sencillos
- 1999: «Livin' la vida loca» (con vídeoclip)
- 1999: «She's All I Ever Had / Bella» (con vídeoclip)
- 1999: «Shake Your Bon-Bon» (con vídeoclip)
- 2000: «Private Emotion» (con Meja) (con vídeoclip)

## Posiciones en listas

### Listas semanales
| Asia              |                         |    |
| Japón             | Oricon                  | 5  |
| América           |                         |    |
| Canadá            | Canadian Albums Chart   | 1  |
| Estados Unidos    | Billboard 200           | 1  |
| Europa            |                         |    |
| Alemania          | Media Control Charts    | 2  |
| Austria           | Ö3 Austria Top 40       | 3  |
| Bélgica (Flandes) | Ultratop                | 16 |
| Bélgica (Valonia) | Ultratop                | 21 |
| Dinamarca         | Danish Albums Chart     | 5  |
| España            | PROMUSICAE              | 1  |
| Finlandia         | Suomen virallinen lista | 1  |
| Francia           | Album Top 100           | 21 |
| Holanda           | MegaCharts              | 18 |
| Hungría           | Mahasz                  | 3  |
| Italia            | Album Top 20            | 20 |
| Noruega           | VG-lista                | 1  |
| Reino Unido       | Lista de álbumes        | 2  |
| Suecia            | Sverigetopplistan       | 3  |
| Suiza             | Swiss Music Charts      | 2  |
| Oceanía           |                         |    |
| Australia         | ARIA Charts             | 1  |
| Nueva Zelanda     | Album Top 40            | 1  |

## Certificaciones
| País           | Proveedor  | Año  | Certificación    |
| Asia           |            |      |                  |
| Japón          | RIAJ       | 1998 | Million          |
| América        |            |      |                  |
| Argentina      | CAFIP      | 1998 | Platino          |
| Brasil         | ABPD       | 1998 | Oro              |
| Canadá         | CRIA       | 1998 | Diamante         |
| Estados Unidos | RIAA       | 1998 | 7x Platino       |
| México         | AMPROFON   | 1998 | 2x platino + Oro |
| Europa         |            |      |                  |
| Alemania       | BVMI       | 1998 | Oro              |
| Austria        | IFPI       | 1998 | Oro              |
| España         | PROMUSICAE | 1998 | 3× Platino       |
| Europa         | IFPI       | 1998 | 2× Platino       |
| Finlandia      | IFPI       | 1998 | Oro              |
| Francia        | SNEP       | 1998 | Oro              |
| Holanda        | NVPI       | 1998 | Platino          |
| Noruega        | IFPI       | 1998 | Platino          |
| Polonia        | AFP        | 1998 | Platino          |
| Reino Unido    | BPI        | 1998 | Platino          |
| Suecia         | IFPI       | 1998 | Platino          |
| Suiza          | IFPI       | 1998 | Platino          |
| Oceanía        |            |      |                  |
| Australia      | ARIA       | 1998 | 3× Platino       |
| Nueva Zelanda  | RIANZ      | 1998 | 7× Platino       |